# Kasteel van Haut Rosay
Het Kasteel van Haut Rosay (Frans: Château du Haut Rosay) is een kasteel in de Franse gemeente Rosay. Het kasteel is een beschermd historisch monument sinds 1992.